# Эгмонт, Шарль I
Шарль I д'Эгмонт (фр. Charles I d'Egmont; ум. 7 декабря 1541, Картахена) — 3-й граф Эгмонт.
Сын графа Жана IV д'Эгмонта и Франсуазы де Люксембург-Фиенн.
Сеньор де Пюрмеренд, Хоогвуд и Баер.
Камергер императора Карла V, был одним из двух сеньоров, сопровождавших его в 1539 году в поездке через Францию. 
Участвовал в Алжирской экспедиции 1541 года, умер на обратном пути в Картахене, и был погребен в кафедральном соборе Мурсии.
Был холост, и его владения перешли к младшему брату Ламоралю I.